# J. Edgar Hoover
John Edgar Hoover (1. ledna 1895 – 2. května 1972), lépe známý jako J. Edgar Hoover, byl prvním a nejdéle sloužícím ředitelem americké agentury FBI. V jejím čele stál od jejího založení až do své smrti. Předtím (od roku 1924) vedl předchůdce FBI – BOI (Bureau of Investigation).

## Biografie

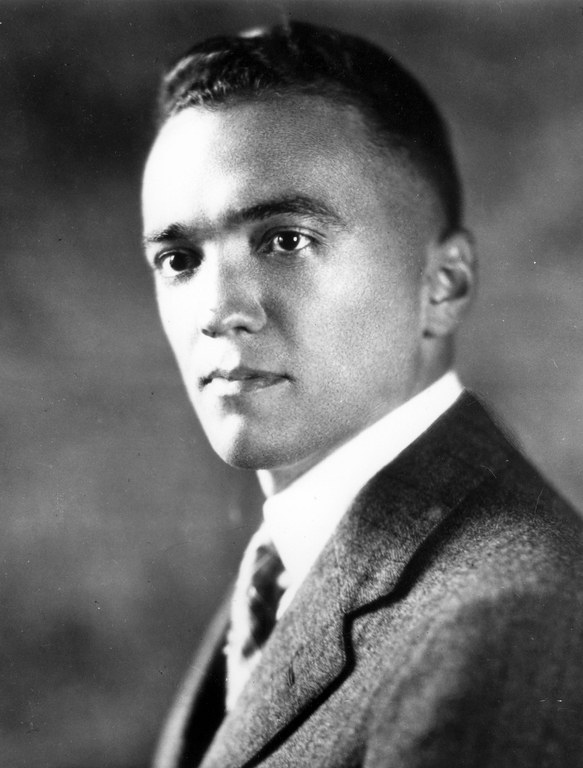
J. Edgar Hoover roku 1924

### Mládí
Narodil se 1. ledna 1895 ve městě Washington, D.C. Na střední škole Central High zpíval ve sboru, absolvoval vojenský výcvik u záloh a byl členem debatního kroužku. Poté studoval právo na George Washington University. Tuto školu roku 1916 úspěšně vystudoval a navíc získal titul LL.M.

### Kariéra u FBI

#### Dělnické nepokoje
Po studiích byl zaměstnán na ministerstvu spravedlnosti USA, kde převzal vedení sekce registru potenciálních nepřátel státu. Roku 1919 se stal ředitelem Zpravodajské divize (GID) v nově vzniklé Bureau of Investigation – předchůdce FBI. Úřad se měl vypořádat se zvyšující se mírou násilného bolševismu a anarchie, které vedly k dělnickým nepokojům v letech 1919 a 1920. BOI zatýkala radikály, které poté nechala deportovat ze země.
Roku 1921 povýšil na zástupce ředitele BOI a v roce 1924 se stal jejím ředitelem. Do úřadu ho jmenoval tehdejší prezident Calvin Coolidge. V té době měla BOI 441 agentů. Navíc vytvořil síť spolupracujících lokálních šerifů po celých Spojených státech.

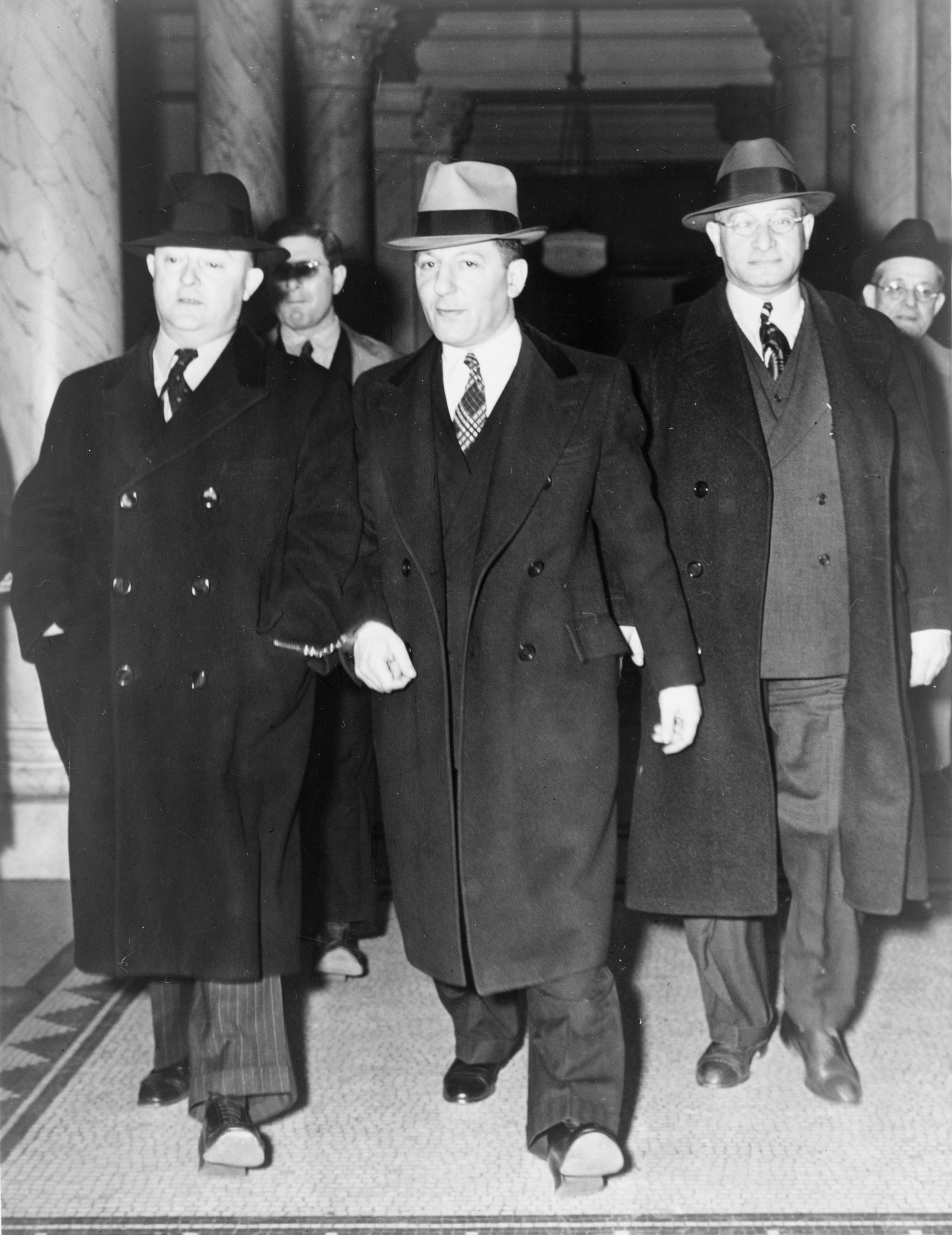
Zatčený Lepke Buchalter a J. Edgar Hoover (okolo 1940)

#### Války gangů
V 30. letech 20. století i kvůli velké hospodářské krizi se rozšířil počet lupičů, kteří navíc nově využívali samopaly a jejich zločiny byly více organizované. Hooverova BOI dostala za úkol vypořádat se s organizovaným zločinem. První velký úspěch přišel při zastřelení proslulého lupiče Johna Dillingera zvláštním agentem Melvinem Purvisem. Další úspěchy brzy následovaly při dopadení gangsterů, jakými byli Alvin Karpis nebo Machine Gun Kelly. Tyto akce přinesly úřadu nové pravomoci, a také v roce 1935 nový název Federal Bureau of Investigation (FBI).
S novými dotacemi Hoover rozšířil svůj úřad. Najal nové agenty, vytvořil největší registr otisků prstů své doby a založil první policejní vědeckou laboratoř.

#### Vyšetřování radikálů
Po oslabení organizovaného zločinu se znovu soustředil na politické radikály. Sám opovrhoval podvratnými živly, které by mohly rozvrátit jeho vlast. FBI v té době shromáždila informace o deseti tisících potenciálních radikálů.
Roku 1938 zatkli prvního německého špiona, další následovali hlavně v době druhé světové války. Hoover během války plánoval kontrašpionáž vůči Sovětům.
V roce 1946 byl pověřen generálním prokurátorem Tomem C. Clarkem, aby vytvořil seznam neloajálních Američanů, kteří by mohli být zatčeni kvůli válečnému výjimečnému stavu. Ten tento seznam dokončil roku 1950 a předložil ho tehdejšímu prezidentovi Harry S. Trumanovi, kterému doporučil pozastavit zákon Habeas corpus a tyto občany zatknout. Ten to však odmítl.

Prezident JFK, J. Edgar Hoover a Robert F. Kennedy (1961)

#### COINTELPRO
Nejvyšší soud Spojených států amerických roku 1956 rozhodl omezit možnosti ministerstva spravedlnosti vyšetřovat občany pro jejich politické názory, což Hoover nesl velmi nelibě. V té době založil tajný program COINTELPRO. V něm pokračoval v ilegálním vyšetřování podvratných živlů. Původně měl za úkol rozrušit strukturu Komunistické strany USA. V té době Hoover nasadil své agenty na osobnosti, jakými byli Charlie Chaplin nebo Martin Luther King, Malcolm X (1960s), John Lennon (1960s). O jeho existenci se občané dozvěděli až roku 1971, a to díky médiím. COINTELPRO se stal hlavní příčinou kritiky Hoovera a jeho úřadu.
Již v té době založil tajný archiv kompromitujících informací o význačných osobnostech. Jedním ze zveřejněných případů je očerňující poměr mezi Martinem L. Kingem a herečkou Jean Seberg. Dle Jacqueline Kennedy se snažil Kinga očernit i u prezidenta Johna F. Kennedyho a jeho bratra Roberta F. Kennedyho.
Když byl roku 1963 spáchán atentát na Johna Fitzgeralda Kennedyho, Hoover vedl vyšetřovací komisi. Roku 1964 mu prezident Lyndon B. Johnson oficiálně povolil být doživotním ředitelem FBI.

### Smrt
Udržel si silný vliv až do své smrti roku 1972. Zemřel na zástavu srdce v souvislosti s onemocněním kardiovaskulárního systému. Hoover zemřel v 77 letech. Na počest jeho celoživotní práce bylo jeho tělo vystaveno v rotundě Kapitolu a později pohřbeno na hřbitově amerického Kongresu. V čele FBI jej po jeho smrti nahradil L. Patrick Gray.

### Odkaz

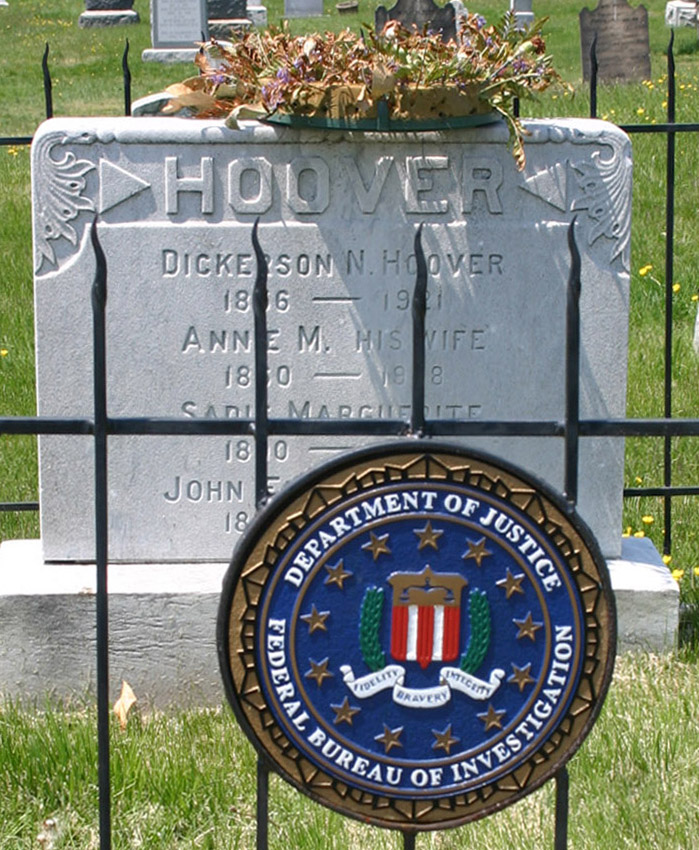
Hrob Hooverovy rodiny

Přiznává se mu úspěch za vybudování této federální agentury v účinnou zločin-potírající organizaci, s mnoha zavedenými inovacemi v policejní technologii, jako centralizované zpracování otisků prstů či forenzní laboratoře. Během své kariéry se těšil oblibě americké společnosti a získal mnohá ocenění, ale po jeho smrti se stal kontroverzní postavou. Jeho kritici vytýkají, že překračoval pravomoci FBI, používal ji k zastrašování politických aktivistů a disidentů, k nahromadění tajných dokumentů na vedoucí politické figury a používal nezákonné metody pro sběr důkazů.
- V roce 1950 mu britský král Jiří VI. udělil Řád britského impéria, a také titul čestného rytíře.
- V roce 1955 mu prezident Dwight Eisenhower udělil medaili národní bezpečnosti.

Roku 1977 režisér Larry Cohen natočil film The Private Files of J. Edgar Hoover. V roce 2011 režisér Clint Eastwood natočil životopisný snímek J. Edgar.

### Osobní život
J. Edgar Hoover se nikdy neoženil, byl bezdětný a zemřel jako „starý mládenec“. Přestože se z titulu vedení federálního úřadu stal záhy mediálně známou figurou, nikdy nebyl vídán ve společnosti něžného pohlaví. Od 40. let tak začaly kolovat drby, naznačující, že by Hoover mohl mít homosexuální vztah se svým přímým podřízeným, zástupcem FBI, Clydem Tolsonem, se kterým trávil hodně času jak profesně, tak mimo práci. Hoover byl však pravděpodobně asexuálem. Ryze profesionální úzký vztah si vybudoval s demokratickým politikem Lyndonem B. Johnsonem, roky před tím, než se Johnson stal prezidentem. Určitou averzi naopak choval vůči Robertu Francisovi a Johnu Fitzgeraldu Kennedyovým.
Také byl svobodným zednářem. Od roku 1920 v hodnosti mistra ve washingtonské lóži. Roku 1955 dosáhl vrcholného 33. stupně. V řádu strávil 52 let.

## Kariéra v datech

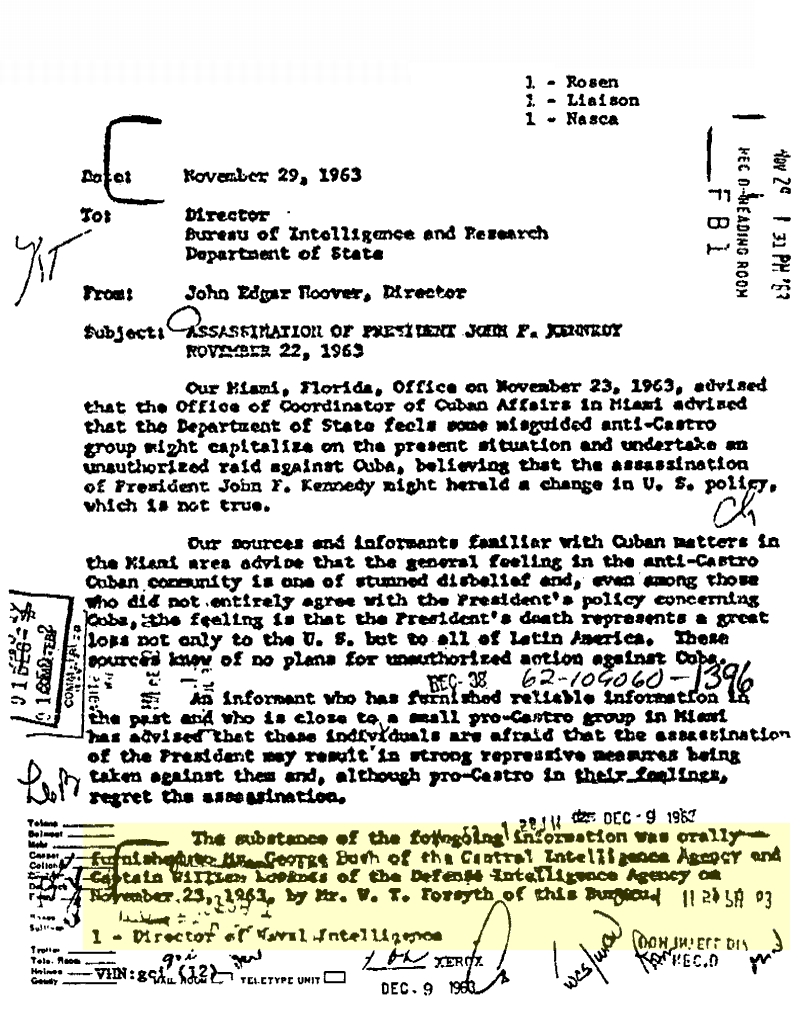
Hooverem napsaná zpráva z 29. listopadu 1963, nadepsaná „Zavraždění prezidenta Johna Fitzgeralda Kennedyho 22. listopadu 1963“, která tuto událost spojuje s jistým „Georgem Bushem ze CIA“.

- 26. červenec 1917 – nástup na Ministerstvo spravedlnosti
- 1917 – vedoucí Hlavního zpravodajského oddělení (GID)
- 1918 – asistent Generálního prokurátora
- 1921 – včlenění GID pod BOI a následné jmenování zástupcem ředitele Úřadu pro vyšetřování (BOI)
- 1924 – dočasný ředitel Úřadu pro vyšetřování (BOI)
- 10. květen 1924 – 22. březen 1935 – ředitel Úřadu pro vyšetřování (BOI)
- 22. březen 1935 – 2. květen 1972 – ředitel Federálního úřadu pro vyšetřování (FBI)[8]

Za celou svou kariéru sloužil celkem osmi americkým prezidentům:
- Calvin Coolidge
- Herbert Hoover
- Franklin Delano Roosevelt
- Harry S. Truman
- Dwight D. Eisenhower
- John F. Kennedy
- Lyndon B. Johnson
- Richard Nixon

a čelil problémům, které zahrnovaly:
- gangsterské války (ve 30. letech)
- němečtí a sovětští špióni uvnitř Spojených států (v době II. světové a Studené války, např. Duquesne či Rosenberg)
- COINTELPRO (od roku 1956)
- vedení Warrenovy komise po atentátu na J. F. Kennedyho
- disent politických aktivistů a občanských skupin, bojujících za občanská práva a odporujících válce ve Vietnamu

## Dílo
Hoover je uváděn jako autor řádky knih a článků. Ale má se za to, že je pravděpodobně vypracovával personál jeho agentury.
- Hoover, J. Edgar (1938). Persons In Hiding, Gaunt Publishing, ISBN 1-56169-340-5.
- Hoover, J. Edgar (1958). Masters of Deceit: The Story of Communism in America and How to Fight It, Kessinger Publishing, ISBN 1-4254-8258-9.[12]
- Hoover, J. Edgar (1962). A Study of Communism, Holt Rinehart & Winston, ISBN 0-03-031190-X.